# Daris
Daris je moško osebno ime.

## Izvor imena
Ime Daris je različica moških osebnih imen Darius, Dario, Darij, Darko. 

## Pogostost imena
Po podatkih Statističnega urada Republike Slovenije je bilo na dan 31. decembra 2007 v Sloveniji število moških oseb z imenom Daris: 197.

## Osebni praznik
Osebe z imenom Daris lahko godujejo takrat kot Darij oziroma Darko.